# No Place That Far
No Place That Far è il secondo album in studio della cantante country statunitense Sara Evans, pubblicato nel 1998.

## Tracce
1. The Great Unknown – 3:53
2. Cryin' Game – 2:54
3. No Place That Far – 3:37
4. I Thought I'd See Your Face Again – 3:28
5. Fool, I'm a Woman – 3:06
6. Time Won't Tell – 3:53
7. The Knot Comes Untied – 3:42
8. Love, Don't Be a Stranger – 3:16
9. These Days – 3:14
10. Cupid – 3:03
11. There's Only One – 2:58